# Samuel Tuia
Samuel Tuia (* 24. Juli 1986 in Mata Utu, Wallis und Futuna) ist ein französischer Volleyballspieler. Er wurde polnischer und deutscher Meister.

## Karriere
Tuia wurde im Alter von 16 Jahren in seiner Heimat, dem französischen Überseegebiet im Pazifik, von einem Talentscout entdeckt und in Frankreich ausgebildet. Von 2005 bis 2008 spielte er bei Rennes Volley 35. 2008 gab der Außenangreifer sein Debüt in der französischen Nationalmannschaft, mit der er im folgenden Jahr Vize-Europameister wurde. In der Liga spielte er von 2008 bis 2010 für AS Cannes. Anschließend wechselte er zum polnischen Erstligisten AZS Olsztyn, bevor er 2011 für zwei Jahre nach Russland ging und dort für VK Kusbass Kemerowo antrat. Danach kehrte Tuia nach Polen zurück und gewann in der Saison 2013/14 mit Skra Bełchatów die nationale Meisterschaft. Mit Frankreich nahm er an der Weltmeisterschaft 2014 teil. In den folgenden Jahren spielte er in der türkischen Liga für die Istanbuler Vereine Galatasaray, Beşiktaş und BBSK. 2018 wurde er vom deutschen Meister Berlin Recycling Volleys verpflichtet. In der Saison 2018/19 schied er mit der Mannschaft in der Vorrunde der Champions League aus und kam ins Pokal-Halbfinale, bevor er die deutsche Meisterschaft gewann. In der folgenden Saison gab es erneut das Vorrunden-Aus in der Champions League. Tuia gewann mit den BR Volleys das DVV-Pokalfinale gegen die SWD Powervolleys Düren und stand beim Saisonabbruch der Bundesliga kurz vor dem Ende der Hauptrunde auf dem ersten Tabellenplatz. In der Saison 2020/21 schieden die Berliner mit Tuia im Viertelfinale des DVV-Pokals aus und kam in der Champions League ebenfalls ins Viertelfinale. Anschließend erreichten sie als Tabellendritter der Bundesliga-Hauptrunde das Playoff-Finale gegen den VfB Friedrichshafen und wurden erneut deutscher Meister. Tuia spielte auch in der Saison 2021/22 für Berlin und konnte den deutschen Meistertitel erneut verteidigen.